# HD31940
HD31940 — хімічно пекулярна зоря спектрального класу
A0, має видиму зоряну величину в смузі V приблизно 8,9.